# European Botanical and Horticultural Libraries Group
L’European Botanical and Horticultural Libraries Group (EBHL) (littéralement Groupe européen des bibliothèques de botanique et d'horticulture) est un groupe informel créé en 1994 pour promouvoir et faciliter la coopération entre les personnes travaillant dans des bibliothèques de botanique et d'horticulture, ou des archives et autres institutions spécialisées dans ces domaines en Europe.